# Атмосфера на Марс
| Снимка на Марс направена от телескопът Хъбъл на 28 октомври 2005. На снимката се вижда пясъчна буря. |          |
| Въглероден диоксид                                                                                   | 95,32%   |
| Азот                                                                                                 | 2,7%     |
| Аргон                                                                                                | 1,6%     |
| Кислород                                                                                             | 0,13%    |
| Въглероден оксид                                                                                     | 0,07%    |
| Водни пари                                                                                           | 0,03%    |
| Азотен оксид                                                                                         | 0,013%   |
| Неон                                                                                                 | 2,5 ppm  |
| Криптон                                                                                              | 300 ppb  |
| Формалдехид                                                                                          | 130 ppb  |
| Ксенон                                                                                               | 80 ppb   |
| Озон                                                                                                 | 30 ppb   |
| Метан                                                                                                | 10,5 ppb |

Атмосферата на Марс е много по-различна от атмосферата на Земята. Има голям интерес към изучаването на нейния състав след скорошното засичане на следи от метан, по които може да се съди за живот на Марс.
Марсианската атмосфера е много тънка и атмосферното налягане на повърхността варира от 30 Pa (0,03 kPa) на върха на Олимп до над 1155 Pa (1,155 kPa) в дълбините на Хелас Планиция, със средно повърхностно налягане 600 Pa (0,6 kPa), което е многократно по-малко от земното (101,3 kPa). На височина марсианската атмосфера достига 110 km. Атмосферата на Марс се състои от 95% въглероден диоксид, 3% азот, 1,6% аргон и следи от кислород, вода и метан. Марсианската атмосфера е много запрашена, което придава на планетата жълтеникавокафяв цвят, ако се гледа от повърхността ѝ. Информацията от марсоходите на програма Марс експлорейшън роувър сочи за наличието на прашни частици с диаметър 1,5 микрометра.

## Структура
Марсианската атмосфера се разделя на следните слоеве
- Долна атмосфера – това е топъл участък, чиято топлина се дължи на преносимите по въздуха прашни частици и на тези от повърхността.
- Средна атмосфера – Марс има струйно течение в този регион.
- Горна атмосфера или термосфера – този регион има много висока температура заради слънчевото греене. Тук газовете започват да се отделят един от друг.
- Екзосфера – намира се на височина 200 km и по-високо. В този регион последните остатъци от атмосферата се сливат с Космоса. Поради липсата на ясна граница не е възможно да се каже къде точно свършва атмосферата.

## Състав

### Въглероден диоксид
Основният компонент в състава на атмосферата на Марс е въглеродният диоксид (CO2). По време на марсианската зима полюсите на планета са в постоянен мрак и температурата пада до такава степен, че около 25% от атмосферния CO2 кондензира на полярните шапки под формата на лед. Когато марсианските полюси отново са изложени на слънчево лъчение през лятото, CO2 сублимира отново в атмосферата. Тези процеси водят до уникални сезонни вариации в атмосферното налягане и атмосферното съдържание около полюсите на планетата.

### Аргон
Марсианската атмосфера е относително богата на благородния газ аргон, в сравнение с другите планети от Слънчевата система. За разлика от въглеродния диоксид, аргонът не кондензира в атмосферата и затова неговото количество е постоянно. При изменение на количеството въглероден диоксид в атмосферата, може да настъпят промени и с количеството на аргона в различни места на планетата. Последните спътникови наблюдения на Марс показват увеличение на количеството аргон на южния полюс през есента и разсейването му през последвалата пролет.

### Вода
Когато въглеродният диоксид сублимира отново в атмосферата през лятото, се носят силни ветровете на южния полюс, като някои от тях могат да достигнат скорост 400 km/h. Тези сезонни колебания носят големи количества прах и придават на планетата земеподобен вид с наличие на скреж и переста облачност. Тези облаци са фотографирани от Опъртюнити през 2004 г.